# Pseudacris illinoensis
Espèce
Synonymes
- Pseudacris triseriata illinoensis Smith, 1951
- Pseudacris streckeri illinoensis Smith, 1951

Pseudacris illinoensis est une espèce d'amphibiens de la famille des Hylidae.

## Répartition
Cette espèce est endémique des États-Unis. Elle se rencontre en Illinois, au Missouri et en Arkansas.

## Étymologie
Son nom d'espèce, composé de illino[is] et du suffixe latin -ensis, « qui vit dans, qui habite », lui a été donné en référence au lieu de sa découverte, le comté de Morgan dans l'Illinois.

## Publication originale
- Smith, 1951 : A new frog and a new turtle from the western Illinois sand prairies. Bulletin of the Chicago Academy of Sciences, vol. 9, no 10, p. 189-199.